# Karl Friedrich Scheid
Karl Friedrich Scheid (geboren am 22. Juni 1906 in Frankfurt am Main; gestorben am 5. Mai 1945 am Tegernsee) war ein deutscher Psychiater und Neurologe und zuletzt Oberarzt im Krankenhaus München-Schwabing. Kurz vor Kriegsende wurde er von der SS erschossen.

## Leben
Nach Promotion an der Universität Bonn 1930 wurde Scheid 1931 Assistent an der Deutschen Forschungsanstalt für Psychiatrie in München unter Kurt Schneider, danach Oberarzt der Psychiatrischen Abteilung im Krankenhaus München-Schwabing, der klinischen Abteilung der Forschungsanstalt. 1938 habilitierte er mit einer Arbeit über Febrile Episoden mit schizophrenen Psychosen. In seinen wissenschaftlichen Arbeiten bemühte er sich vor allem um eine Untersuchung physischer Symptome psychischer Erkrankungen, insbesondere der Schizophrenie, wobei er vor allem Methoden der Liquordiagnostik anwandte. Er befasste sich aber auch mit über rein naturwissenschaftlich-medizinisch Aspekte hinausgehende Fragen der Ethik und der politischen Implikationen psychiatrischen Tuns. In einem postum 1947 veröffentlichten Aufsatz schrieb er:

„Der lebendige Quell der Forschung wird immer der kranke Mensch selbst bleiben müssen, der eine Einheit ist, in wissenschaftlichem und ethischem Sinne. Aber auch dieses ethische Moment, die Idee des Heilens, wie wir sie nannten, ist heute gefährdeter denn je. Gelingt es nicht, diese Idee wach zu erhalten, so wird unser Fach zu einem reinen Polizeibetrieb werden.“

Während des Zweiten Weltkriegs diente Scheid als Sanitätsoffizier und arbeitete in Nervenlazaretten, insbesondere in dem in der Münchner Universitäts-Nervenklinik untergebrachten Lazarett, dort leitete er auch unter Oswald Bumke das chemische und serologische Labor.
Lazarett und Nervenklinik wurden 1944 nach Tegernsee evakuiert. Im April 1945 schloss sich Scheid der Widerstandsgruppe „Freiheitsaktion Bayern“ unter dem Hauptmann Rupprecht Gerngross an. In deren Auftrag bemühte sich Scheid bei Kriegsende zusammen mit einem Kollegen, durch Verhandlungen mit den Alliierten die Bombardierung des Tegernseer Tals mit seinen zahlreichen Krankenhäusern und Lazaretten zu verhindern und eine kampflose Übergabe zu erreichen. Auf einer Fahrt zu den Übergabeverhandlungen wurde er nach Passieren eines SS-Postens am nördlichen Ortsrand von Bad Wiessee von hinten angeschossen und erlag zwei Tage später seiner Verletzung. Seine Mission war dennoch erfolgreich und die bereits angeforderten Kampfbomber wurden in den frühen Morgenstunden des 4. Mai abbestellt.
Scheid war verheiratet mit Lotte Scheid-Seydel, die sich in der Zeit seiner Arbeit an der Universitäts-Nervenklinik auch an den liquordiagnostischen Studien beteiligte.
Der Scheidplatz in München in unmittelbarer Nähe seines damaligen Arbeitsortes (heute das Max-Planck-Institut für Psychiatrie) ist nach ihm benannt. 2015 wurde beschlossen, dass das Straßenschild einen an den Namengeber erinnernden Zusatz erhalten soll. In Bad Wiessee erinnert eine Gedenktafel unweit der Spielbank an Scheid und seine beiden Begleiter Franz Heiß und Franz Winter (der ebenfalls schwer verletzt wurde und vermutlich ebenfalls an seiner Verletzung starb).

## Schriften
- Febrile Episoden mit schizophrenen Psychosen. Eine klinische und pathophysiologische Studie. Habilitationsschrift, München 1937, Thieme, Leipzig 1937.